# Ecuador i olympiska sommarspelen 1984
Ecuador deltog i de olympiska sommarspelen 1984 med en trupp bestående av 11 deltagare, men ingen av landets deltagare erövrade någon medalj.

## Brottning
- Iván Garcés

## Friidrott
Herrarnas 800 meter
- Leopoldo Acosta
  - Heat — 1:54,06 (→ gick inte vidare)

Herrarnas 5 000 meter
- Luis Tipán
  - Heat — 14:52,43 (→ gick inte vidare)

Herrarnas 10 000 meter
- Luis Tipán
  - Heat — 30:07,49 (→ gick inte vidare)

Herrarnas längdhopp
- Fidel Solórzano
  - Kval — 6,93m (→ gick inte vidare, 24:e plats)

Herrarnas tiokamp
- Fidel Solórzano
  - Slutligt resultat — 6519 poäng (→ 23:e plats)

## Judo
- Jimmy Arévalo

## Ridsport
- Brigitte Morillo